# 스포티파이 스트리밍 기록 목록
스포티파이 스트리밍 기록 목록은 음악 스트리밍 플랫폼 스포티파이에서 가장 많이 스트리밍된 노래 및 음반 목록과 차트 기록이다.
7월 2025 기준으로 캐나다 가수 위켄드의 "Blinding Lights" (2019)는 스포티파이에서 가장 많이 스트리밍된 노래이다. 상위 100위 안에 가장 많은 노래(피처링 포함)를 올린 아티스트는 현재 6곡으로 미국의 싱어송라이터 브루노 마스이며, 그 뒤를 위켄드와 영국-알바니아 가수 두아 리파가 각각 5곡씩 올렸다. 상위 100위 안에 있는 최신곡은 현재 레이디 가가와 브루노 마스의 "Die with a Smile" (2024)이며, 가장 오래된 곡은 현재 퀸의 "Bohemian Rhapsody" (1975)이다.
총 9곡이 스포티파이에서 가장 많이 스트리밍된 곡으로 알려져 있으며, 이 중 첫 번째는 영국 밴드 콜드플레이의 "Viva la Vida" (2008)이다. 스포티파이에서 가장 긴 기간 동안 가장 많이 스트리밍된 곡은 영국 싱어송라이터 에드 시런의 "Shape of You" (2017)이다.
현재 994곡이 스포티파이에서 10억 스트리밍을 돌파했으며, 184곡은 20억 스트리밍, 28곡은 30억 스트리밍, 2곡은 40억 스트리밍을 돌파했다.

## 최다 스트리밍 노래
이 차트에서 노래는 발매 이후 누적 스트리밍 횟수 기준으로 순위가 매겨진다.
| 순위                 | 노래                              | 아티스트                               | 스트리밍 (억) | 발매일           | Ref.    |
| -------------------- | --------------------------------- | -------------------------------------- | ------------- | ---------------- | ------- |
| 1                    | "Blinding Lights"                 | 위켄드                                 | 4.922         | 2019년 11월 29일 | [ 2 ]   |
| 2                    | "Shape of You"                    | 에드 시런                              | 4.449         | 2017년 1월 6일   | [ 3 ]   |
| 3                    | "Starboy"                         | 위켄드 및 다프트 펑크                  | 3.983         | 2016년 9월 21일  | [ 4 ]   |
| 4                    | "Someone You Loved"               | 루이스 카팔디                          | 3.970         | 2018년 11월 8일  | [ 5 ]   |
| 5                    | "As It Was"                       | 해리 스타일스                          | 3.960         | 2022년 4월 1일   | [ 6 ]   |
| 6                    | "Sweater Weather"                 | The Neighbourhood                      | 3.884         | 2012년 12월 3일  | [ 7 ]   |
| 7                    | "Sunflower"                       | 포스트 말론 및 스웨 리                 | 3.879         | 2018년 10월 18일 | [ 8 ]   |
| 8                    | "One Dance"                       | 드레이크 with Wizkid 및 Kyla           | 3.702         | 2016년 4월 5일   | [ 9 ]   |
| 9                    | "Stay"                            | 더 키드 라로이 및 저스틴 비버          | 3.598         | 2021년 7월 9일   | [ 10 ]  |
| 10                   | "Perfect"                         | 에드 시런                              | 3.518         | 2017년 3월 3일   | [ 11 ]  |
| 11                   | "Believer"                        | 이매진 드래곤스                        | 3.499         | 2017년 2월 1일   | [ 12 ]  |
| 12                   | "Heat Waves"                      | 글래스 애니멀스                        | 3.455         | 2020년 6월 29일  | [ 13 ]  |
| 13                   | "Lovely"                          | 빌리 아일리시 및 칼리드                | 3.381         | 2018년 4월 19일  | [ 14 ]  |
| 14                   | "Closer"                          | 체인스모커스 및 할시                   | 3.332         | 2016년 7월 29일  | [ 15 ]  |
| 15                   | "Say You Won't Let Go"            | 제임스 아서                            | 3.319         | 2016년 9월 9일   | [ 16 ]  |
| 16                   | "Dance Monkey"                    | 톤스 앤 아이                           | 3.287         | 2019년 5월 10일  | [ 17 ]  |
| 17                   | "Something Just Like This"        | 체인스모커스 및 콜드플레이             | 3.237         | 2017년 2월 22일  | [ 18 ]  |
| 18                   | "Rockstar"                        | 포스트 말론 및 21 새비지               | 3.207         | 2017년 9월 15일  | [ 19 ]  |
| 19                   | "Riptide"                         | 밴스 조이                              | 3.182         | 2013년 5월 21일  | [ 20 ]  |
| 20                   | "I Wanna Be Yours"                | 악틱 몽키즈                            | 3.157         | 2013년 9월 9일   | [ 21 ]  |
| 21                   | "Yellow"                          | 콜드플레이                             | 3.131         | 2000년 6월 26일  | [ 22 ]  |
| 22                   | "The Night We Met"                | Lord Huron                             | 3.113         | 2015년 4월 7일   | [ 23 ]  |
| 23                   | "Another Love"                    | 톰 오델                                | 3.110         | 2012년 10월 15일 | [ 24 ]  |
| 24                   | "Take Me to Church"               | 호지어                                 | 3.101         | 2013년 9월 13일  | [ 25 ]  |
| 25                   | "Señorita"                        | 숀 멘데스 및 카밀라 카베요             | 3.052         | 2019년 6월 21일  | [ 26 ]  |
| 26                   | "Watermelon Sugar"                | 해리 스타일스                          | 3.052         | 2019년 11월 16일 | [ 27 ]  |
| 27                   | "Counting Stars"                  | 원리퍼블릭                             | 3.045         | 2013년 6월 14일  | [ 28 ]  |
| 28                   | "Photograph"                      | 에드 시런                              | 3.009         | 2014년 6월 20일  | [ 29 ]  |
| 29                   | "Don't Start Now"                 | 두아 리파                              | 2.976         | 2019년 10월 31일 | [ 30 ]  |
| 30                   | "Cruel Summer"                    | 테일러 스위프트                        | 2.972         | 2019년 8월 23일  | [ 31 ]  |
| 31                   | "Can't Hold Us"                   | 매클모어 & 라이언 루이스 및 Ray Dalton | 2.955         | 2011년 8월 16일  | [ 32 ]  |
| 32                   | "Lucid Dreams"                    | 주스 월드                              | 2.922         | 2018년 5월 4일   | [ 33 ]  |
| 33                   | "Goosebumps"                      | 트래비스 스콧                          | 2.878         | 2016년 9월 2일   | [ 34 ]  |
| 34                   | "Circles"                         | 포스트 말론                            | 2.877         | 2019년 8월 30일  | [ 35 ]  |
| 35                   | "Die for You"                     | 위켄드                                 | 2.858         | 2016년 11월 25일 | [ 36 ]  |
| 36                   | "Viva la Vida"                    | 콜드플레이                             | 2.849         | 2008년 5월 25일  | [ 37 ]  |
| 37                   | "Bohemian Rhapsody"               | 퀸                                     | 2.847         | 1975년 10월 31일 | [ 38 ]  |
| 38                   | "Thinking Out Loud"               | 에드 시런                              | 2.826         | 2014년 6월 20일  | [ 39 ]  |
| 39                   | "Love Yourself"                   | 저스틴 비버                            | 2.821         | 2015년 11월 9일  | [ 40 ]  |
| 40                   | "Shallow"                         | 레이디 가가 및 브래들리 쿠퍼           | 2.819         | 2018년 9월 27일  | [ 41 ]  |
| 41                   | "Just the Way You Are"            | 브루노 마스                            | 2.815         | 2010년 7월 20일  | [ 42 ]  |
| 42                   | "God's Plan"                      | 드레이크                               | 2.814         | 2018년 1월 19일  | [ 43 ]  |
| 43                   | "Birds of a Feather"              | 빌리 아일리시                          | 2.789         | 2024년 5월 17일  | [ 44 ]  |
| 44                   | "All of Me"                       | 존 레전드                              | 2.781         | 2013년 8월 12일  | [ 45 ]  |
| 45                   | "Wake Me Up"                      | 아비치                                 | 2.780         | 2013년 6월 17일  | [ 46 ]  |
| 46                   | "Thunder"                         | 이매진 드래곤스                        | 2.764         | 2017년 4월 27일  | [ 47 ]  |
| 47                   | "Every Breath You Take"           | 폴리스                                 | 2.762         | 1983년 5월 20일  | [ 48 ]  |
| 48                   | "Bad Guy"                         | 빌리 아일리시                          | 2.758         | 2019년 3월 29일  | [ 49 ]  |
| 49                   | "Demons"                          | 이매진 드래곤스                        | 2.731         | 2012년 2월 14일  | [ 50 ]  |
| 50                   | "Die with a Smile"                | 레이디 가가 및 브루노 마스             | 2.723         | 2024년 8월 16일  | [ 51 ]  |
| 51                   | "Locked out of Heaven"            | 브루노 마스                            | 2.718         | 2012년 10월 1일  | [ 52 ]  |
| 52                   | "The Hills"                       | 위켄드                                 | 2.710         | 2015년 5월 27일  | [ 53 ]  |
| 53                   | "Stressed Out"                    | 트웬티 원 파일럿츠                     | 2.709         | 2015년 4월 28일  | [ 54 ]  |
| 54                   | "When I Was Your Man"             | 브루노 마스                            | 2.702         | 2012년 12월 7일  | [ 55 ]  |
| 55                   | "Mr. Brightside"                  | 더 킬러스                              | 2.696         | 2003년 9월 29일  | [ 56 ]  |
| 56                   | "Without Me"                      | 에미넴                                 | 2.695         | 2002년 5월 13일  | [ 57 ]  |
| 57                   | "That's What I Like"              | 브루노 마스                            | 2.692         | 2016년 11월 18일 | [ 58 ]  |
| 58                   | "Humble"                          | 켄드릭 라마                            | 2.685         | 2017년 3월 30일  | [ 59 ]  |
| 59                   | "In The End"                      | 린킨 파크                              | 2.661         | 2000년 10월 24일 | [ 60 ]  |
| 60                   | "Do I Wanna Know?"                | 악틱 몽키즈                            | 2.641         | 2013년 6월 19일  | [ 61 ]  |
| 61                   | "No Role Modelz"                  | 제이 콜                                | 2.630         | 2014년 12월 9일  | [ 62 ]  |
| 62                   | "Lose Yourself"                   | 에미넴                                 | 2.607         | 2002년 10월 28일 | [ 63 ]  |
| 63                   | "Let Her Go"                      | 패신저                                 | 2.602         | 2012년 7월 24일  | [ 64 ]  |
| 64                   | "Flowers"                         | 마일리 사이러스                        | 2.592         | 2023년 1월 13일  | [ 65 ]  |
| 65                   | "Let Me Love You"                 | DJ 스네이크 및 저스틴 비버             | 2.571         | 2016년 8월 5일   | [ 66 ]  |
| 66                   | "Unforgettable"                   | 프렌치 몬태나                          | 2.569         | 2017년 4월 7일   | [ 67 ]  |
| 67                   | "7 Rings"                         | 아리아나 그란데                        | 2.565         | 2019년 1월 18일  | [ 68 ]  |
| 68                   | "Drivers License"                 | 올리비아 로드리고                      | 2.547         | 2021년 1월 8일   | [ 69 ]  |
| 69                   | "Treat You Better"                | 숀 멘데스                              | 2.543         | 2016년 6월 3일   | [ 70 ]  |
| 70                   | "Kill Bill"                       | SZA                                    | 2.540         | 2022년 12월 9일  | [ 71 ]  |
| 71                   | "Iris"                            | 구 구 돌스                             | 2.515         | 1998년 4월 1일   | [ 72 ]  |
| 72                   | "One Kiss"                        | 캘빈 해리스 및 두아 리파               | 2.491         | 2018년 4월 6일   | [ 73 ]  |
| 73                   | "Don't Stop Believin'"            | 저니                                   | 2.490         | 1981년 10월 19일 | [ 74 ]  |
| 74                   | "Sorry"                           | 저스틴 비버                            | 2.488         | 2015년 10월 22일 | [ 75 ]  |
| 75                   | "Smells Like Teen Spirit"         | 너바나                                 | 2.480         | 1991년 9월 10일  | [ 76 ]  |
| 76                   | "See You Again"                   | 타일러 더 크리에이터 및 칼리 우치스    | 2.475         | 2017년 7월 21일  | [ 77 ]  |
| 77                   | "There's Nothing Holdin' Me Back" | 숀 멘데스                              | 2.469         | 2017년 4월 20일  | [ 78 ]  |
| 78                   | "Good 4 U"                        | 올리비아 로드리고                      | 2.462         | 2021년 5월 14일  | [ 79 ]  |
| 79                   | "All The Stars"                   | 켄드릭 라마 및 SZA                     | 2.461         | 2018년 1월 4일   | [ 80 ]  |
| 80                   | "Seven"                           | 정국 및 라토                           | 2.437         | 2023년 7월 14일  | [ 81 ]  |
| 81                   | "Happier"                         | 마시멜로 및 바스티유                   | 2.434         | 2018년 8월 16일  | [ 82 ]  |
| 82                   | "Cold Heart (Pnau remix)"         | 엘튼 존 및 두아 리파 with Pnau         | 2.430         | 2021년 8월 13일  | [ 83 ]  |
| 83                   | "The Scientist"                   | 콜드플레이                             | 2.429         | 2002년 5월 26일  | [ 84 ]  |
| 84                   | "Sicko Mode"                      | 트래비스 스콧 및 드레이크              | 2.405         | 2018년 8월 21일  | [ 85 ]  |
| 85                   | "Sad!"                            | XXX텐타시온                            | 2.405         | 2018년 3월 2일   | [ 86 ]  |
| 86                   | "Save Your Tears"                 | 위켄드                                 | 2.403         | 2020년 3월 20일  | [ 87 ]  |
| 87                   | "Lean On"                         | 메이저 레이저 with DJ 스네이크 및 뫼   | 2.401         | 2015년 3월 2일   | [ 88 ]  |
| 88                   | "Wonderwall"                      | 오아시스                               | 2.398         | 1995년 10월 30일 | [ 89 ]  |
| 89                   | "Take On Me"                      | 아하                                   | 2.394         | 1984년 10월 19일 | [ 90 ]  |
| 90                   | "Jocelyn Flores"                  | XXX텐타시온                            | 2.390         | 2017년 10월 31일 | [ 91 ]  |
| 91                   | "Espresso"                        | 사브리나 카펜터                        | 2.384         | 2024년 4월 11일  | [ 92 ]  |
| 92                   | "Uptown Funk"                     | 마크 론슨 및 브루노 마스               | 2.374         | 2014년 11월 10일 | [ 93 ]  |
| 93                   | "Don't Stop Me Now"               | 퀸                                     | 2.371         | 1979년 1월 26일  | [ 94 ]  |
| 94                   | "XO Tour Llif3"                   | 릴 우지 버트                           | 2.367         | 2017년 3월 24일  | [ 95 ]  |
| 95                   | "Levitating"                      | 두아 리파 및 다베이비                  | 2.364         | 2020년 10월 1일  | [ 96 ]  |
| 96                   | "New Rules"                       | 두아 리파                              | 2.356         | 2017년 6월 2일   |         |
| 97                   | "Someone Like You"                | 아델                                   | 2.342         | 2011년 1월 24일  | [ 97 ]  |
| 98                   | "Too Good At Goodbyes"            | 샘 스미스                              | 2.335         | 2017년 9월 8일   | [ 98 ]  |
| 99                   | "Stay with Me"                    | 샘 스미스                              | 2.326         | 2014년 4월 14일  | [ 99 ]  |
| 100                  | "Numb"                            | 린킨 파크                              | 2.323         | 2003년 3월 25일  | [ 100 ] |
| 2025년 7월 12일 기준 |                                   |                                        |               |                  |         |

## 최다 스트리밍 노래의 아티스트
| 순위                 | 아티스트        | 상위 100위 | 상위 100위 | 상위 100위 | 상위 10위 | 상위 10위 | 30억+ 스트리밍 | 30억+ 스트리밍 | 40억+ 스트리밍 | 40억+ 스트리밍 |
| 순위                 | 아티스트        | 총 노래 수 | 리드       | 피처링     | 리드      | 피처링    | 리드           | 피처링         | 리드           | 피처링         |
| -------------------- | --------------- | ---------- | ---------- | ---------- | --------- | --------- | -------------- | -------------- | -------------- | -------------- |
| 1                    | 브루노 마스     | 6          | 5          | 1          |           |           |                |                |                |                |
| 2                    | 위켄드          | 5          | 5          |            | 2         |           | 2              |                | 1              |                |
| 2                    | 두아 리파       | 5          | 3          | 2          |           |           |                |                |                |                |
| 3                    | 에드 시런       | 4          | 4          |            | 2         |           | 3              |                | 1              |                |
| 3                    | 저스틴 비버     | 4          | 3          | 1          |           | 1         |                | 1              |                |                |
| 3                    | 콜드플레이      | 4          | 3          | 1          |           |           | 1              | 1              |                |                |
| 4                    | 포스트 말론     | 3          | 3          |            | 1         |           | 2              |                |                |                |
| 4                    | 이매진 드래곤스 | 3          | 3          |            |           |           |                |                |                |                |
| 4                    | 드레이크        | 3          | 2          | 1          | 1         |           | 1              |                |                |                |
| 4                    | 숀 멘데스       | 3          | 3          |            |           |           |                |                |                |                |
| 4                    | 빌리 아일리시   | 3          | 3          |            |           |           | 1              |                |                |                |
| 4                    | 켄드릭 라마     | 3          | 2          | 1          |           |           |                |                |                |                |
| 2025년 7월 10일 기준 |                 |            |            |            |           |           |                |                |                |                |

## 역사적 최다 스트리밍 곡
| 번호             | 노래                | 아티스트                                  | 스트리밍 (억) | 발매일           | 달성일           | 일수 보유 | Ref.            | 비고  |
| ---------------- | ------------------- | ----------------------------------------- | ------------- | ---------------- | ---------------- | --------- | --------------- | ----- |
| 9                | "Blinding Lights"   | 위켄드                                    | 4.854         | 2019년 11월 29일 | 2023년 1월 1일   | 940일 전  | [ 101 ]         |       |
| 8                | "Shape of You"      | 에드 시런                                 | 1.318         | 2017년 1월 6일   | 2017년 9월 21일  | 1928      | [ 102 ]         |       |
| 7                | "One Dance"         | 드레이크 featuring Wizkid 및 Kyla         | 0.882         | 2016년 4월 5일   | 2016년 10월 18일 | 338       | [ 103 ]         |       |
| 6                | "Lean On"           | 메이저 레이저 featuring 뫼 및 DJ 스네이크 | 0.526         | 2015년 3월 2일   | 2015년 11월 11일 | 342       | [ 104 ]         |       |
| 5                | "Thinking Out Loud" | 에드 시런                                 | 0.355         | 2014년 6월 21일  | 2015년 5월 22일  | 173       | [ 105 ]         |       |
| 4                | "Wake Me Up"        | 아비치                                    | 0.188         | 2013년 6월 17일  | 2014년 1월 1일   | 506       | [ 106 ] [ 107 ] | [ A ] |
| 3                | "Radioactive"       | 이매진 드래곤스                           | —             | 2012년 2월 14일  | 2012년 8월 30일  | 109       | [ 106 ]         | [ B ] |
| 2                | "Human"             | 더 킬러스                                 | —             | 2008년 9월 22일  | 2009년 1월 21일  | 1,318     | [ 108 ]         | [ C ] |
| 1                | "Viva la Vida"      | 콜드플레이                                | —             | 2008년 5월 25일  | 2008년 10월 31일 | 83        | [ 108 ]         | [ D ] |
| 29 7월 2025 기준 |                     |                                           |               |                  |                  |           |                 |       |

## 노래 마일스톤 및 성과

### 주간 1위 노래
| #                                      | 현재 1위 곡을 나타냄                   |
| 올해의 1위 스포티파이 랩드 곡을 나타냄 | 올해의 1위 스포티파이 랩드 곡을 나타냄 |

| 노래                                         | 아티스트                                              | 발매일           | 발행일           | 주. | 평균 스트리밍. |
| -------------------------------------------- | ----------------------------------------------------- | ---------------- | ---------------- | --- | -------------- |
| "Starboy"                                    | 위켄드 featuring 다프트 펑크                          | 2016년 9월 21일  | 2016년 12월 29일 | 2   | 25.5           |
| "Shape of You"                               | 에드 시런                                             | 2017년 1월 6일   | 2017년 1월 12일  | 14  | 51.9           |
| "Humble"                                     | 켄드릭 라마                                           | 2017년 3월 30일  | 2017년 4월 20일  | 1   | 41.4           |
| "Despacito (remix)"                          | 루이스 폰시 featuring 대디 양키 및 저스틴 비버        | 2017년 4월 17일  | 2017년 4월 27일  | 14  | 45.9           |
| "Mi Gente"                                   | J 발빈 featuring Willy William                        | 2017년 6월 30일  | 2017년 8월 3일   | 4   | 32.1           |
| "Look What You Made Me Do"                   | 테일러 스위프트                                       | 2017년 8월 24일  | 2017년 8월 31일  | 2   | 39.8           |
| "Too Good at Goodbyes"                       | 샘 스미스                                             | 2017년 9월 8일   | 2017년 9월 14일  | 1   | 30.7           |
| "Rockstar"                                   | 포스트 말론 featuring 21 새비지                       | 2017년 9월 15일  | 2017년 9월 21일  | 17  | 38.6           |
| "Havana"                                     | 카밀라 카베요 featuring 영 서그                       | 2017년 8월 3일   | 2018년 1월 18일  | 1   | 30.9           |
| "God's Plan"                                 | 드레이크                                              | 2018년 1월 19일  | 2018년 1월 25일  | 10  | 48.8           |
| "Call Out My Name"                           | 위켄드                                                | 2018년 3월 30일  | 2018년 4월 5일   | 1   | 40.6           |
| "God's Plan" (2)                             | 드레이크                                              | 2018년 1월 19일  | 2018년 4월 12일  | 1   | 37.5           |
| "Nice for What"                              | 드레이크                                              | 2018년 4월 6일   | 2018년 4월 19일  | 2   | 40.7           |
| "Better Now"                                 | 포스트 말론                                           | 2018년 4월 27일  | 2018년 5월 3일   | 2   | 38.2           |
| "This Is America"                            | 차일디시 감비노                                       | 2018년 5월 5일   | 2018년 5월 17일  | 1   | 34.9           |
| "Better Now" (2)                             | 포스트 말론                                           | 2018년 4월 27일  | 2018년 5월 24일  | 4   | 30.2           |
| "Nonstop"                                    | 드레이크                                              | 2018년 6월 29일  | 2018년 7월 5일   | 1   | 43.7           |
| "In My Feelings"                             | 드레이크                                              | 2018년 6월 29일  | 2018년 7월 12일  | 8   | 51.5           |
| "Lucky You"                                  | 에미넴 featuring Joyner Lucas                         | 2018년 8월 31일  | 2018년 9월 6일   | 1   | 34.9           |
| "I Love It"                                  | 칸예 웨스트 featuring 릴 펌                           | 2018년 9월 7일   | 2018년 9월 13일  | 3   | 32.9           |
| "Taki Taki"                                  | DJ 스네이크 featuring 셀레나 고메즈, Ozuna 및 카디 비 | 2018년 9월 28일  | 2018년 10월 4일  | 2   | 31.3           |
| "Mia"                                        | 배드 바니 featuring 드레이크                          | 2018년 10월 12일 | 2018년 10월 18일 | 1   | 39.6           |
| "Taki Taki" (2)                              | DJ 스네이크 featuring 셀레나 고메즈, Ozuna 및 카디 비 | 2018년 9월 28일  | 2018년 10월 25일 | 2   | 40.5           |
| "Thank U, Next"                              | 아리아나 그란데                                       | 2018년 11월 3일  | 2018년 11월 8일  | 7   | 46.0           |
| "All I Want for Christmas Is You"            | 머라이어 캐리                                         | 1994년 11월 1일  | 2018년 12월 27일 | 1   | 39.6           |
| "Thank U, Next" (2)                          | 아리아나 그란데                                       | 2018년 11월 3일  | 2019년 1월 3일   | 1   | 31.2           |
| "Sunflower"                                  | 포스트 말론 featuring 스웨 리                         | 2018년 10월 18일 | 2019년 1월 17일  | 2   | 33.6           |
| "7 Rings"                                    | 아리아나 그란데                                       | 2019년 1월 18일  | 2019년 1월 24일  | 10  | 47.9           |
| "Bad Guy"                                    | 빌리 아일리시                                         | 2019년 3월 29일  | 2019년 4월 4일   | 6   | 42.6           |
| "I Don't Care"                               | 에드 시런 featuring 저스틴 비버                       | 2019년 5월 10일  | 2019년 5월 16일  | 6   | 44.0           |
| "Señorita"                                   | 숀 멘데스 및 카밀라 카베요                            | 2019년 6월 21일  | 2019년 6월 27일  | 11  | 56.9           |
| "Circles"                                    | 포스트 말론                                           | 2019년 8월 30일  | 2019년 9월 12일  | 1   | 43.4           |
| "Señorita" (2)                               | 숀 멘데스 및 카밀라 카베요                            | 2019년 6월 21일  | 2019년 9월 19일  | 3   | 38.7           |
| "Highest in the Room"                        | 트래비스 스콧                                         | 2019년 10월 4일  | 2019년 10월 10일 | 1   | 48.2           |
| "Dance Monkey"                               | 톤스 앤 아이                                          | 2019년 5월 10일  | 2019년 10월 17일 | 2   | 42.9           |
| "Lose You to Love Me"                        | 셀레나 고메즈                                         | 2019년 10월 23일 | 2019년 10월 31일 | 1   | 47.2           |
| "Dance Monkey" (2)                           | 톤스 앤 아이                                          | 2019년 5월 10일  | 2019년 11월 7일  | 14  | 46.9           |
| "The Box"                                    | Roddy Ricch                                           | 2019년 12월 6일  | 2020년 2월 13일  | 1   | 46.2           |
| "Dance Monkey" (3)                           | 톤스 앤 아이                                          | 2019년 5월 10일  | 2020년 2월 20일  | 1   | 43.7           |
| "Blinding Lights"                            | 위켄드                                                | 2019년 11월 29일 | 2020년 2월 27일  | 9   | 44.2           |
| "The Scotts"                                 | 트래비스 스콧 및 키드 커디                            | 2020년 4월 23일  | 2020년 4월 30일  | 1   | 48.4           |
| "Blinding Lights" (2)                        | 위켄드                                                | 2019년 11월 29일 | 2020년 5월 7일   | 3   | 37.8           |
| "Rain on Me"                                 | 레이디 가가 및 아리아나 그란데                        | 2020년 5월 22일  | 2020년 5월 28일  | 1   | 41.6           |
| "Rockstar"                                   | 다베이비 featuring Roddy Ricch                        | 2020년 4월 17일  | 2020년 6월 4일   | 2   | 38.0           |
| "Blinding Lights" (3)                        | 위켄드                                                | 2019년 11월 29일 | 2020년 6월 18일  | 1   | 34.4           |
| "Rockstar" (2)                               | 다베이비 featuring Roddy Ricch                        | 2020년 4월 17일  | 2020년 6월 25일  | 5   | 37.1           |
| "Cardigan"                                   | 테일러 스위프트                                       | 2020년 7월 24일  | 2020년 7월 30일  | 1   | 35.7           |
| "Savage Love (Laxed – Siren Beat)"           | Jawsh 685 featuring 제이슨 데룰로                     | 2020년 6월 11일  | 2020년 8월 6일   | 2   | 32.2           |
| "WAP"                                        | 카디 비 featuring 메건 디 스탤리언                    | 2020년 8월 7일   | 2020년 8월 20일  | 5   | 46.0           |
| "Mood"                                       | 24k골든 featuring 이안 디올                           | 2020년 7월 24일  | 2020년 9월 24일  | 5   | 38.3           |
| "Positions"                                  | 아리아나 그란데                                       | 2020년 10월 23일 | 2020년 10월 29일 | 2   | 41.5           |
| "Dakiti"                                     | 배드 바니 featuring Jhay Cortez                       | 2020년 10월 30일 | 2020년 11월 12일 | 6   | 47.7           |
| "All I Want for Christmas Is You" (2)        | 머라이어 캐리                                         | 1994년 11월 1일  | 2020년 12월 24일 | 1   | 53.4           |
| "Dakiti" (2)                                 | 배드 바니 featuring Jhay Cortez                       | 2020년 10월 30일 | 2020년 12월 31일 | 2   | 32.9           |
| "Drivers License"                            | 올리비아 로드리고                                     | 2021년 1월 8일   | 2021년 1월 14일  | 10  | 50.0           |
| "Peaches"                                    | 저스틴 비버 featuring 대니얼 시저 및 기브온           | 2021년 3월 19일  | 2021년 3월 25일  | 3   | 48.0           |
| "Montero (Call Me by Your Name)"             | 릴 나스 엑스                                          | 2021년 3월 26일  | 2021년 4월 15일  | 5   | 49.4           |
| "Good 4 U"                                   | 올리비아 로드리고                                     | 2021년 5월 14일  | 2021년 5월 20일  | 7   | 63.2           |
| "Beggin'"                                    | 모네스킨                                              | 2017년 12월 8일  | 2021년 7월 8일   | 4   | 51.0           |
| "Stay"                                       | 더 키드 라로이 및 저스틴 비버                         | 2021년 7월 9일   | 2021년 8월 5일   | 11  | 60.8           |
| "Easy on Me"                                 | 아델                                                  | 2021년 10월 15일 | 2021년 10월 21일 | 4   | 57.2           |
| "All Too Well (10 Minute Version)"           | 테일러 스위프트                                       | 2021년 11월 12일 | 2021년 11월 18일 | 1   | 41.9           |
| "Easy on Me" (2)                             | 아델                                                  | 2021년 10월 15일 | 2021년 11월 25일 | 3   | 44.8           |
| "Abcdefu"                                    | 게일                                                  | 2021년 8월 13일  | 2021년 12월 16일 | 1   | 34.4           |
| "All I Want for Christmas Is You" (3)        | 머라이어 캐리                                         | 1994년 11월 1일  | 2021년 12월 23일 | 2   | 40.1           |
| "Stay" (2)                                   | 더 키드 라로이 및 저스틴 비버                         | 2021년 7월 9일   | 2022년 1월 6일   | 1   | 32.3           |
| "Abcdefu" (2)                                | 게일                                                  | 2021년 8월 13일  | 2022년 1월 13일  | 2   | 31.8           |
| "Heat Waves"                                 | 글래스 애니멀스                                       | 2020년 6월 29일  | 2022년 1월 27일  | 10  | 30.7           |
| "As It Was"                                  | 해리 스타일스                                         | 2022년 4월 1일   | 2022년 4월 7일   | 9   | 65.2           |
| "Running Up That Hill" (A Deal with God)     | 케이트 부시                                           | 1985년 8월 5일   | 2022년 6월 9일   | 1   | 57.2           |
| "As It Was" (2)                              | 해리 스타일스                                         | 2022년 4월 1일   | 2022년 6월 16일  | 1   | 52.7           |
| "Glimpse of Us"                              | Joji                                                  | 2022년 6월 10일  | 2022년 6월 23일  | 1   | 57.4           |
| "As It Was" (3)                              | 해리 스타일스                                         | 2022년 4월 1일   | 2022년 6월 30일  | 1   | 48.1           |
| "Running Up That Hill" (A Deal with God) (2) | 케이트 부시                                           | 1985년 8월 5일   | 2022년 7월 7일   | 2   | 47.9           |
| "Quevedo: Bzrp Music Sessions, Vol. 52"      | Bizarrap 및 Quevedo                                   | 2022년 7월 6일   | 2022년 7월 15일  | 9   | 45.9           |
| "Shut Down"                                  | BLACKPINK                                             | 2022년 9월 16일  | 2022년 9월 22일  | 1   | 39.2           |
| "Unholy"                                     | 샘 스미스 featuring 킴 페트라스                       | 2022년 9월 22일  | 2022년 9월 29일  | 4   | 51.8           |
| "Anti-Hero"                                  | 테일러 스위프트                                       | 2022년 10월 21일 | 2022년 10월 27일 | 3   | 63.9           |
| "Unholy" (2)                                 | 샘 스미스 featuring 킴 페트라스                       | 2022년 9월 22일  | 2022년 11월 17일 | 3   | 41.0           |
| "All I Want for Christmas Is You" (4)        | 머라이어 캐리                                         | 1994년 11월 1일  | 2022년 12월 8일  | 4   | 46.2           |
| "Kill Bill"                                  | SZA                                                   | 2022년 12월 9일  | 2023년 1월 5일   | 2   | 44.4           |
| "Flowers"                                    | 마일리 사이러스                                       | 2023년 1월 13일  | 2023년 1월 19일  | 7   | 83.5           |
| "TQG"                                        | 카롤 G 및 샤키라                                      | 2023년 2월 24일  | 2023년 3월 9일   | 1   | 57.1           |
| "Flowers" (2)                                | 마일리 사이러스                                       | 2023년 1월 13일  | 2023년 3월 16일  | 5   | 47.3           |
| "Ella Baila Sola"                            | Eslabon Armado 및 Peso Pluma                          | 2023년 3월 17일  | 2023년 4월 20일  | 2   | 50.2           |
| "Un x100to"                                  | Grupo Frontera 및 배드 바니                           | 2023년 4월 17일  | 2023년 5월 4일   | 2   | 53.2           |
| "Ella Baila Sola" (2)                        | Eslabon Armado 및 Peso Pluma                          | 2023년 3월 17일  | 2023년 5월 18일  | 7   | 43.0           |
| "Vampire"                                    | 올리비아 로드리고                                     | 2023년 6월 30일  | 2023년 7월 6일   | 1   | 52.0           |
| "Lala"                                       | Myke Towers                                           | 2023년 3월 23일  | 2023년 7월 13일  | 1   | 39.4           |
| "Seven"                                      | 정국 featuring 라토                                   | 2023년 7월 14일  | 2023년 7월 20일  | 8   | 63.9           |
| "Paint the Town Red"                         | 도자 캣                                               | 2023년 8월 4일   | 2023년 9월 14일  | 4   | 52.1           |
| "Seven" (2)                                  | 정국 featuring 라토                                   | 2023년 7월 14일  | 2023년 10월 12일 | 1   | 43.2           |
| "Monaco"                                     | 배드 바니                                             | 2023년 10월 13일 | 2023년 10월 19일 | 1   | 50.0           |
| "Si No Estás"                                | 이녜고 킨테로                                         | 2022년 9월 23일  | 2023년 10월 26일 | 1   | 40.0           |
| "Is It Over Now?"                            | 테일러 스위프트                                       | 2023년 10월 27일 | 2023년 11월 2일  | 1   | 44.8           |
| "Standing Next to You"                       | 정국                                                  | 2023년 11월 3일  | 2023년 11월 9일  | 1   | 39.2           |
| "Greedy"                                     | 테이트 맥레이                                         | 2023년 9월 15일  | 2023년 11월 16일 | 3   | 38.4           |
| "All I Want for Christmas Is You" (5)        | 머라이어 캐리                                         | 1994년 11월 1일  | 2023년 12월 7일  | 4   | 56.1           |
| "Greedy" (2)                                 | 테이트 맥레이                                         | 2023년 9월 15일  | 2024년 1월 4일   | 1   | 33.9           |
| "La Diabla"                                  | Xavi                                                  | 2023년 11월 30일 | 2024년 1월 11일  | 1   | 34.2           |
| "Yes, And?"                                  | 아리아나 그란데                                       | 2024년 1월 12일  | 2024년 1월 18일  | 1   | 53.9           |
| "La Diabla" (2)                              | Xavi                                                  | 2023년 11월 30일 | 2024년 1월 25일  | 3   | 37.9           |
| "Beautiful Things"                           | 벤슨 분                                               | 2024년 1월 18일  | 2024년 2월 15일  | 4   | 43.4           |
| "We Can't Be Friends (Wait for Your Love)"   | 아리아나 그란데                                       | 2024년 3월 8일   | 2024년 3월 14일  | 2   | 58.0           |
| "Beautiful Things" (2)                       | 벤슨 분                                               | 2024년 1월 18일  | 2024년 3월 28일  | 2   | 54.7           |
| "I Like the Way You Kiss Me"                 | Artemas                                               | 2024년 3월 19일  | 2024년 4월 11일  | 2   | 60.2           |
| "Fortnight"                                  | 테일러 스위프트 featuring 포스트 말론                 | 2024년 4월 19일  | 2024년 4월 25일  | 2   | 84.9           |
| "Espresso"                                   | 사브리나 카펜터                                       | 2024년 4월 11일  | 2024년 5월 9일   | 1   | 66.9           |
| "Million Dollar Baby"                        | Tommy Richman                                         | 2024년 4월 26일  | 2024년 5월 16일  | 2   | 76.6           |
| "Lunch"                                      | 빌리 아일리시                                         | 2024년 5월 17일  | 2024년 5월 30일  | 1   | 63.2           |
| "Espresso" (2)                               | 사브리나 카펜터                                       | 2024년 4월 11일  | 2024년 6월 6일   | 2   | 70.6           |
| "Please Please Please"                       | 사브리나 카펜터                                       | 2024년 6월 6일   | 2024년 6월 20일  | 2   | 77.8           |
| "Espresso" (3)                               | 사브리나 카펜터                                       | 2024년 4월 11일  | 2024년 7월 4일   | 2   | 61.0           |
| "Birds of a Feather"                         | 빌리 아일리시                                         | 2024년 5월 17일  | 2024년 7월 18일  | 1   | 57.8           |
| "Who"                                        | 지민                                                  | 2024년 7월 19일  | 2024년 7월 25일  | 3   | 61.2           |
| "Birds of a Feather" (2)                     | 빌리 아일리시                                         | 2024년 5월 17일  | 2024년 8월 15일  | 2   | 60.9           |
| "Die with a Smile"                           | 레이디 가가 및 브루노 마스                            | 2024년 8월 16일  | 2024년 8월 29일  | 8   | 73.5           |
| "APT."                                       | 로제 및 브루노 마스                                   | 2024년 10월 18일 | 2024년 10월 24일 | 2   | 86.3           |
| "Die with a Smile" (2)                       | 레이디 가가 및 브루노 마스                            | 2024년 8월 16일  | 2024년 11월 7일  | 3   | 70.5           |
| "APT." (2)                                   | 로제 및 브루노 마스                                   | 2024년 10월 18일 | 2024년 11월 28일 | 1   | 68.7           |
| "Die with a Smile" (3)                       | 레이디 가가 및 브루노 마스                            | 2024년 8월 16일  | 2024년 12월 5일  | 2   | 67.1           |
| "All I Want for Christmas Is You" (6)        | 머라이어 캐리                                         | 1994년 11월 1일  | 2024년 12월 26일 | 1   | 92.5           |
| "Die with a Smile" (4)                       | 레이디 가가 및 브루노 마스                            | 2024년 8월 16일  | 2025년 1월 2일   | 2   | 69.3           |
| "DTMF"                                       | 배드 바니                                             | 2025년 1월 5일   | 2025년 1월 16일  | 3   | 79.6           |
| "Die with a Smile" (5)                       | 레이디 가가 및 브루노 마스                            | 2024년 8월 16일  | 2025년 2월 6일   | 14  | 50.9           |
| "Ordinary"                                   | Alex Warren                                           | 2025년 2월 7일   | 2025년 5월 15일  | 4   | 40.0           |
| "Manchild"                                   | 사브리나 카펜터                                       | 2025년 6월 5일   | 2025년 6월 12일  | 1   | 39.8           |
| "Ordinary" (2)                               | Alex Warren                                           | 2025년 2월 7일   | 2025년 6월 19일  | 3   | 37.3           |
| "Back to Friends" #                          | Sombr                                                 | 2024년 12월 27일 | 2025년 7월 10일  | 1   | 36.6           |

### 연간 최다 스트리밍 노래 상위 5곡

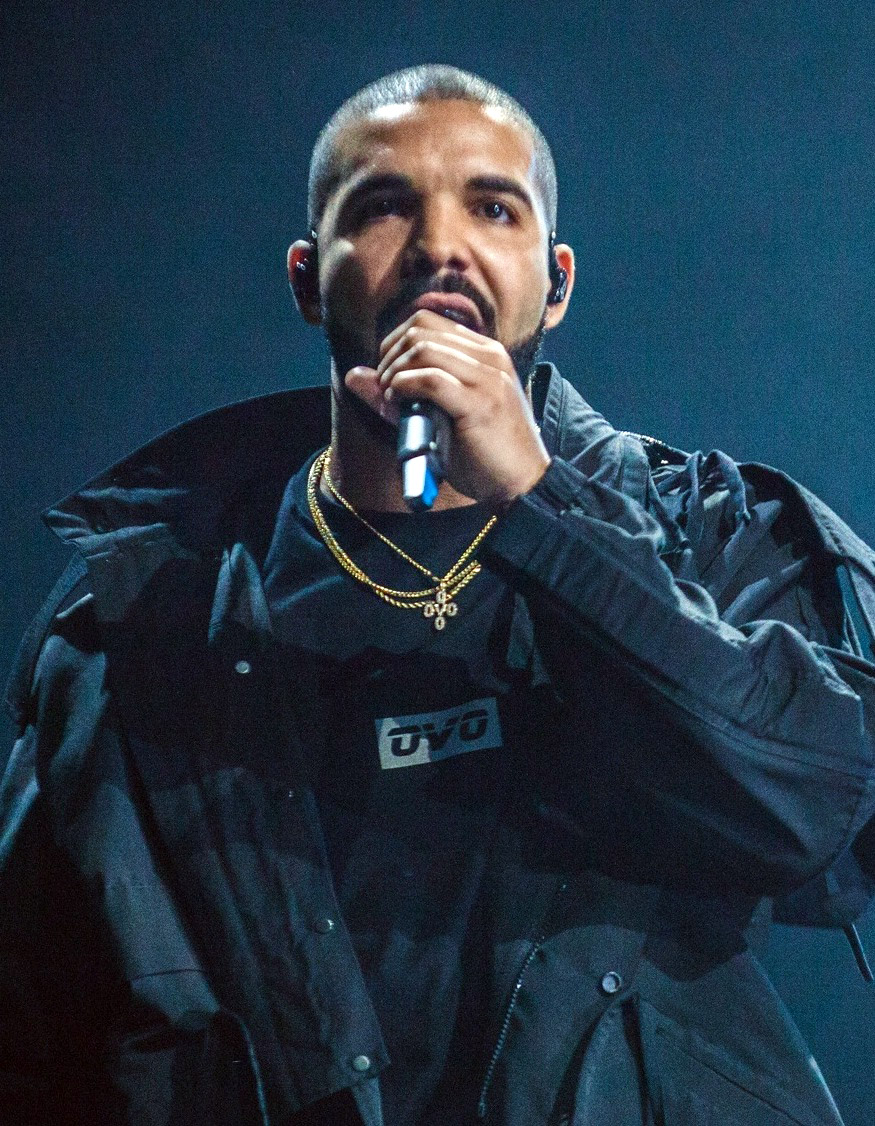
드레이크는 연간 최다 스트리밍 노래 목록에서 두 번이나 1위를 차지하는 기록을 세웠다.

다음 표는 스포티파이가 매년 가장 많이 재생되었다고 보고한 5곡을 나열한다.
| 연도 | 아티스트 및 노래 순위                                       | 아티스트 및 노래 순위                                    | 아티스트 및 노래 순위                               | 아티스트 및 노래 순위                                        | 아티스트 및 노래 순위                                                       |
| 연도 | 1                                                           | 2                                                        | 3                                                   | 4                                                            | 5                                                                           |
| ---- | ----------------------------------------------------------- | -------------------------------------------------------- | --------------------------------------------------- | ------------------------------------------------------------ | --------------------------------------------------------------------------- |
| 2024 | 사브리나 카펜터 "Espresso" (1.8억)"                         | 벤슨 분 "Beautiful Things"                               | 빌리 아일리시 "Birds of a Feather"                  | FloyyMenor 및 Cris MJ "Gata Only"                            | 테디 스윔스 "Lose Control"                                                  |
| 2023 | 마일리 사이러스 "Flowers" (1.9억)                           | SZA "Kill Bill"                                          | 해리 스타일스 "As It Was"                           | 정국 "Seven" (feat. 라토)                                    | Eslabon Armado, Peso Pluma "Ella Baila Sola"                                |
| 2022 | 해리 스타일스 "As It Was" (1.7억)                           | 글래스 애니멀스 "Heat Waves"                             | 더 키드 라로이 "Stay (with 저스틴 비버)"            | 배드 바니 feat. Chencho Corleone "Me Porto Bonito"           | 배드 바니 "Tití Me Preguntó"                                                |
| 2021 | 올리비아 로드리고 "Drivers License" (1.4억)                 | 릴 나스 엑스 "Montero (Call Me by Your Name)"            | 더 키드 라로이 "Stay (with 저스틴 비버)"            | 올리비아 로드리고 "Good 4 U"                                 | 두아 리파 "Levitating" (feat. 다베이비)                                     |
| 2020 | 위켄드 "Blinding Lights" (1.6억)                            | 톤스 앤 아이 "Dance Monkey"                              | Roddy Ricch "The Box"                               | Imanbek & Saint Jhn "Roses – Imanbek Remix"                  | 두아 리파 "Don't Start Now"                                                 |
| 2019 | 숀 멘데스 & 카밀라 카베요 "Señorita" (1.2억)                | 빌리 아일리시 "Bad Guy"                                  | 포스트 말론 & 스웨 리 "Sunflower"                   | 아리아나 그란데 "7 Rings"                                    | 릴 나스 엑스 & 빌리 레이 사이러스 "Old Town Road – Remix"                   |
| 2018 | 드레이크 "God's Plan" (1.1억)                               | XXX텐타시온 "Sad!"                                       | 포스트 말론 "Rockstar (feat. 21 새비지)"            | 포스트 말론 "Psycho (feat. 타이 달라 사인)"                  | 드레이크 "In My Feelings"                                                   |
| 2017 | 에드 시런 "Shape of You" (1.5억)                            | 루이스 폰시, 대디 양키 & 저스틴 비버 "Despacito (Remix)" | 루이스 폰시 & 대디 양키 "Despacito"                 | 체인스모커스 "Something Just Like This" (with 콜드플레이)    | DJ 칼리드 "I'm the One" (feat. 저스틴 비버, 찬스 더 래퍼, 퀘이보 & 릴 웨인) |
| 2016 | 드레이크 "One Dance" (feat. Wizkid 및 Kyla) (9.6억)         | Mike Posner "I Took a Pill in Ibiza – Seeb Remix"        | 체인스모커스 "Don't Let Me Down" (feat. 데이야)     | 리한나 "Work" (feat. 드레이크)                               | 시아 "Cheap Thrills"                                                        |
| 2015 | 메이저 레이저 "Lean On" (feat. 뫼 & DJ 스네이크) (5.4억)    | Omi "Cheerleader – 펠릭스 옌 Remix Radio Edit"           | 마크 론슨 "Uptown Funk" (feat. 브루노 마스)         | 위즈 칼리파 "See You Again" (feat. 찰리 푸스)                | 엘리 골딩 "Love Me Like You Do"                                             |
| 2014 | 퍼렐 윌리엄스 "Happy" (2.6억)                               | 클린 밴딧 "Rather Be" (feat. 제스 글린)                  | 캘빈 해리스 "Summer"                                | 케이티 페리 "Dark Horse" (feat. 주시 J)                      | 존 레전드 "All of Me"                                                       |
| 2013 | 매클모어 & 라이언 루이스 "Can't Hold Us" (feat. Ray Dalton) | 아비치 "Wake Me Up"                                      | 매클모어 & 라이언 루이스 "Thrift Shop" (feat. 완즈) | 다프트 펑크 "Get Lucky" (feat. 퍼렐 윌리엄스 및 나일 로저스) | 이매진 드래곤스 "Radioactive"                                               |
| 2012 | 고티에 "Somebody That I Used To Know" (feat. 킴브라)        | 칼리 레이 젭슨 "Call Me Maybe"                           | 펀. "We Are Young" (feat. 저넬 모네이)              | 플로 라이다 "Whistle"                                        | 플로 라이다 "Wild Ones" (feat. 시아)                                        |

다음 표는 스포티파이가 2008년부터 2011년까지 각 연도에 가장 많이 재생되었다고 보고한 상위 노래를 나열한다.
| 연도 | 아티스트 및 노래                      |
| ---- | ------------------------------------- |
| 2011 | 돈 오마르, Lucenzo "Danza Kuduro"     |
| 2010 | 에미넴, 리한나 "Love The Way You Lie" |
| 2009 | 블랙 아이드 피스 "I Gotta Feeling"    |
| 2008 | 더 킬러스 "Human"                     |

### 하루 최다 스트리밍 노래

#### 비시즌 노래
다음 표는 스포티파이 글로벌 데일리 차트에 등록된 하루 최다 스트리밍 비시즌 노래 20곡을 나열한다.
| 순위 | 노래                                    | 아티스트                                         | 스트리밍   | 발매일           | 달성일           | Ref.    |
| ---- | --------------------------------------- | ------------------------------------------------ | ---------- | ---------------- | ---------------- | ------- |
| 1    | "Fortnight"                             | 테일러 스위프트 featuring 포스트 말론            | 25,204,472 | 2024년 4월 19일  | 2024년 4월 19일  | [ 125 ] |
| 2    | "Easy on Me"                            | 아델                                             | 19,749,704 | 2021년 10월 15일 | 2021년 10월 15일 | [ 126 ] |
| 3    | "The Tortured Poets Department"         | 테일러 스위프트                                  | 19,089,937 | 2024년 4월 19일  | 2024년 4월 19일  | [ 125 ] |
| 4    | "Flowers"                               | 마일리 사이러스                                  | 18,424,325 | 2023년 1월 13일  | 2023년 1월 20일  | [ 127 ] |
| 5    | "Down Bad"                              | 테일러 스위프트                                  | 17,431,926 | 2024년 4월 19일  | 2024년 4월 19일  | [ 125 ] |
| 6    | "Anti-Hero"                             | 테일러 스위프트                                  | 17,390,253 | 2022년 10월 21일 | 2022년 10월 21일 | [ 128 ] |
| 7    | "So Long, London"                       | 테일러 스위프트                                  | 17,176,465 | 2024년 4월 19일  | 2024년 4월 19일  | [ 125 ] |
| 8    | "My Boy Only Breaks His Favorite Toys"  | 테일러 스위프트                                  | 17,101,904 | 2024년 4월 19일  | 2024년 4월 19일  | [ 125 ] |
| 9    | "Lavender Haze"                         | 테일러 스위프트                                  | 16,419,161 | 2022년 10월 21일 | 2022년 10월 21일 | [ 128 ] |
| 10   | "As It Was"                             | 해리 스타일스                                    | 16,103,849 | 2022년 4월 1일   | 2022년 4월 1일   | [ 129 ] |
| 11   | "Seven"                                 | 정국 featuring 라토                              | 15,995,378 | 2023년 7월 14일  | 2023년 7월 14일  | [ 130 ] |
| 12   | "But Daddy I Love Him"                  | 테일러 스위프트                                  | 15,542,560 | 2024년 4월 19일  | 2024년 4월 19일  | [ 125 ] |
| 13   | "Snow on the Beach"                     | 테일러 스위프트 featuring 라나 델 레이           | 15,030,183 | 2022년 10월 21일 | 2022년 10월 21일 | [ 128 ] |
| 14   | "APT."                                  | 로제 및 브루노 마스                              | 14,596,132 | 2024년 10월 18일 | 2024년 10월 22일 | [ 131 ] |
| 15   | "Florida!!!"                            | 테일러 스위프트 featuring Florence + the Machine | 14,459,975 | 2024년 4월 19일  | 2024년 4월 19일  | [ 125 ] |
| 16   | "Maroon"                                | 테일러 스위프트                                  | 14,422,463 | 2022년 10월 21일 | 2022년 10월 21일 | [ 128 ] |
| 17   | "Shakira: Bzrp Music Sessions, Vol. 53" | Bizarrap 및 샤키라                               | 14,393,342 | 2023년 1월 12일  | 2023년 1월 12일  | [ 132 ] |
| 18   | "DTMF"                                  | 배드 바니                                        | 14,369,234 | 2025년 1월 5일   | 2025년 1월 15일  | [ 133 ] |
| 19   | "I Had Some Help"                       | 포스트 말론 featuring 모건 월렌                  | 13,949,573 | 2024년 5월 10일  | 2024년 5월 10일  | [ 125 ] |
| 20   | "Drivers License"                       | 올리비아 로드리고                                | 13,714,177 | 2021년 1월 8일   | 2021년 1월 15일  | [ 134 ] |

#### 크리스마스 시즌 노래
다음 표는 스포티파이 글로벌 데일리 차트에 등록된 크리스마스 시즌과 관련된 하루 최다 스트리밍 노래 20곡을 나열한다. 역사적으로 이 노래들은 매년 12월 24일에 가장 좋은 성과를 보였고, 매 시즌마다 새로운 최고 기록을 세우는 경우가 많았다.
| 순위                  | 노래                                          | 아티스트                    | 스트리밍   | 발매일           | 달성일           | Ref.    |
| --------------------- | --------------------------------------------- | --------------------------- | ---------- | ---------------- | ---------------- | ------- |
| 1                     | "All I Want For Christmas Is You"             | 머라이어 캐리               | 24,863,570 | 1994년 10월 28일 | 2024년 12월 24일 | [ 135 ] |
| 2                     | "Last Christmas"                              | 왬!                         | 24,556,791 | 1984년 12월 3일  | 2024년 12월 24일 | [ 135 ] |
| 3                     | "Rockin' Around the Christmas Tree"           | 브렌다 리                   | 21,635,497 | 1958년 11월 24일 | 2024년 12월 24일 | [ 135 ] |
| 4                     | "Jingle Bell Rock"                            | Bobby Helms                 | 18,917,096 | 1957년 11월 28일 | 2024년 12월 24일 | [ 135 ] |
| 5                     | "Santa Tell Me"                               | 아리아나 그란데             | 15,074,202 | 2014년 11월 24일 | 2024년 12월 24일 | [ 135 ] |
| 6                     | "It's Beginning to Look a Lot Like Christmas" | 마이클 부블레               | 14,790,986 | 2011년 10월 21일 | 2023년 12월 24일 | [ 136 ] |
| 7                     | "Underneath the Tree"                         | Kelly Clarkson              | 14,543,628 | 2013년 11월 5일  | 2024년 12월 24일 | [ 135 ] |
| 8                     | "Let It Snow! Let It Snow! Let It Snow!"      | 딘 마틴                     | 14,324,413 | 1959             | 2024년 12월 24일 | [ 135 ] |
| 9                     | "It's the Most Wonderful Time of the Year"    | 앤디 윌리엄스               | 13,789,130 | 1963년 10월 14일 | 2023년 12월 24일 | [ 136 ] |
| 10                    | "Feliz Navidad"                               | 호세 펠리시아노             | 12,993,457 | 1970년 11월 9일  | 2024년 12월 24일 | [ 135 ] |
| 11                    | "Snowman"                                     | 시아                        | 12,956,323 | 2017년 11월 9일  | 2024년 12월 24일 | [ 135 ] |
| 12                    | "Sleigh Ride"                                 | 더 로네츠                   | 10,884,432 | 1963년 11월 22일 | 2023년 12월 24일 | [ 136 ] |
| 13                    | "Mistletoe"                                   | 저스틴 비버                 | 10,213,509 | 2011년 10월 17일 | 2024년 12월 24일 | [ 135 ] |
| 14                    | "Holly Jolly Christmas"                       | 마이클 부블레               | 9,979,369  | 2011년 10월 21일 | 2023년 12월 24일 | [ 136 ] |
| 15                    | "Happy Xmas (War is Over)"                    | 존 레논 featuring 오노 요코 | 9,395,288  | 1971년 12월 1일  | 2024년 12월 24일 | [ 135 ] |
| 16                    | "Wonderful Christmastime"                     | 폴 매카트니                 | 9,217,618  | 1979년 11월 16일 | 2024년 12월 24일 | [ 135 ] |
| 17                    | "The Christmas Song"                          | 냇 킹 콜                    | 9,014,824  | 1946             | 2024년 12월 24일 | [ 135 ] |
| 18                    | "Merry Christmas Everyone"                    | Shakin' Stevens             | 8,465,910  | 1985년 11월 25일 | 2024년 12월 24일 | [ 135 ] |
| 19                    | "Driving Home for Christmas"                  | 크리스 리아                 | 8,436,727  | 1988년 10월 17일 | 2021년 12월 24일 | [ 137 ] |
| 20                    | "Merry Christmas"                             | 에드 시런, 엘튼 존          | 8,364,952  | 2021년 12월 3일  | 2024년 12월 24일 | [ 135 ] |
| 2024년 12월 25일 기준 |                                               |                             |            |                  |                  |         |

### 하루 최다 스트리밍 비시즌 노래 역사적 1위
다음 표는 스포티파이 글로벌 주간 차트에 등록된 하루 최다 스트리밍 비시즌 노래 1위 기록의 진행 상황을 날짜별로 나열한다.
| # | 1위 최다 일수 |

| "Fortnight"                                 | 테일러 스위프트 featuring 포스트 말론 | 25,204,472 | 2024년 4월 19일  | 2024년 4월 19일  | 466   | [ 125 ] |
| "Easy on Me"                                | 아델                                  | 19,749,704 | 2021년 10월 15일 | 2021년 10월 15일 | 918   | [ 139 ] |
| "Drivers License"                           | 올리비아 로드리고                     | 13,714,177 | 2021년 1월 8일   | 2021년 1월 21일  | 274   | [ 140 ] |
| "Sad!"                                      | XXX텐타시온                           | 10,415,088 | 2018년 3월 2일   | 2018년 6월 19일  | 947 # | [ 141 ] |
| "Shape of You"                              | 에드 시런                             | 9,891,056  | 2017년 1월 6일   | 2017년 3월 3일   | 473   | [ 142 ] |
| 날짜 틀 오류: 날짜 값이 입력되지 않음. 기준 |                                       |            |                  |                  |       |         |

### 주간 최다 스트리밍 노래
다음 표는 스포티파이 글로벌 주간 차트에 등록된 주간 최다 스트리밍 20곡을 나열한다.
| 1                    | "Flowers"                               | 마일리 사이러스                       | 115,156,896 | 2023년 1월 13일  | 2023년 1월 26일  | [ 143 ] |
| 2                    | "Fortnight"                             | 테일러 스위프트 featuring 포스트 말론 | 102,878,399 | 2024년 4월 19일  | 2024년 4월 25일  | [ 144 ] |
| 3                    | "All I Want for Christmas Is You"       | 머라이어 캐리                         | 92,546,541  | 1994년 10월 28일 | 2024년 12월 26일 | [ 145 ] |
| 4                    | "Last Christmas"                        | 왬!                                   | 91,090,914  | 1984년 12월 3일  | 2024년 12월 26일 | [ 145 ] |
| 5                    | "Seven"                                 | 정국 featuring 라토                   | 89,748,171  | 2023년 7월 14일  | 2023년 7월 20일  | [ 146 ] |
| 6                    | "DtMF"                                  | 배드 바니                             | 88,786,254  | 2025년 1월 5일   | 2025년 1월 16일  | [ 147 ] |
| 7                    | "APT."                                  | 로제 및 브루노 마스                   | 87,041,494  | 2024년 10월 18일 | 2024년 10월 31일 | [ 148 ] |
| 8                    | "Please Please Please"                  | 사브리나 카펜터                       | 85,283,851  | 2024년 6월 6일   | 2024년 6월 20일  | [ 149 ] |
| 9                    | "Easy on Me"                            | 아델                                  | 84,952,932  | 2021년 10월 15일 | 2021년 10월 21일 | [ 139 ] |
| 10                   | "Good 4 U"                              | 올리비아 로드리고                     | 84,131,760  | 2021년 5월 14일  | 2021년 5월 27일  | [ 150 ] |
| 11                   | "Anti-Hero"                             | 테일러 스위프트                       | 82,935,273  | 2022년 10월 21일 | 2022년 10월 27일 | [ 151 ] |
| 12                   | "Rockin' Around the Christmas Tree"     | 브렌다 리                             | 82,406,485  | 1958년 11월 24일 | 2024년 12월 26일 | [ 145 ] |
| 13                   | "Million Dollar Baby"                   | Tommy Richman                         | 82,235,497  | 2024년 4월 26일  | 2024년 5월 16일  | [ 152 ] |
| 14                   | "Drivers License"                       | 올리비아 로드리고                     | 80,764,045  | 2021년 1월 8일   | 2021년 1월 21일  | [ 153 ] |
| 15                   | "Shakira: Bzrp Music Sessions, Vol. 53" | Bizarrap 및 샤키라                    | 80,646,962  | 2023년 1월 11일  | 2023년 1월 19일  | [ 154 ] |
| 16                   | "Die with a Smile"                      | 레이디 가가 및 브루노 마스            | 78,624,101  | 2024년 8월 16일  | 2024년 9월 26일  | [ 155 ] |
| 17                   | "As It Was"                             | 해리 스타일스                         | 78,460,903  | 2022년 4월 1일   | 2022년 4월 7일   | [ 156 ] |
| 18                   | "Espresso"                              | 사브리나 카펜터                       | 76,427,890  | 2024년 4월 11일  | 2024년 6월 13일  | [ 157 ] |
| 19                   | "Not Like Us"                           | 켄드릭 라마                           | 73,078,518  | 2024년 5월 4일   | 2024년 5월 16일  | [ 152 ] |
| 20                   | "Jingle Bell Rock"                      | Bobby Helms                           | 72,625,966  | 1957년 11월 28일 | 2024년 12월 26일 | [ 145 ] |
| 2025년 1월 18일 기준 |                                         |                                       |             |                  |                  |         |

### 주간 최다 스트리밍 노래 역사적 1위
다음 표는 스포티파이 글로벌 주간 차트에 등록된 주간 최다 스트리밍 노래 1위 기록의 진행 상황을 날짜별로 나열한다.
| # | 1위 최다 일수 |

| "Flowers"                                   | 마일리 사이러스   | 115,156,896 | 2023년 1월 13일  | 2023년 1월 26일  | 915 # | [ 143 ] |
| "Easy on Me"                                | 아델              | 84,952,932  | 2021년 10월 15일 | 2021년 10월 21일 | 462   | [ 139 ] |
| "Good 4 U"                                  | 올리비아 로드리고 | 84,131,760  | 2021년 5월 14일  | 2021년 5월 27일  | 153   | [ 150 ] |
| "Drivers License"                           | 올리비아 로드리고 | 80,764,045  | 2021년 1월 8일   | 2021년 1월 21일  | 126   | [ 140 ] |
| "7 Rings"                                   | 아리아나 그란데   | 71,467,874  | 2019년 1월 18일  | 2019년 1월 24일  | 728   | [ 158 ] |
| "In My Feelings"                            | 드레이크          | 67,499,798  | 2018년 6월 29일  | 2018년 7월 19일  | 189   | [ 159 ] |
| 날짜 틀 오류: 날짜 값이 입력되지 않음. 기준 |                   |             |                  |                  |       |         |

### 가장 오래 1위를 지킨 곡 (일수 기준)
다음 표는 글로벌 스포티파이 차트에서 60일 이상 1위 자리를 지킨 곡들을 나열한다.
| 순위 | 노래                              | 아티스트                                       | 1위 일수 | 발매일           | 달성일           | Ref.    |
| ---- | --------------------------------- | ---------------------------------------------- | -------- | ---------------- | ---------------- | ------- |
| 1    | "Die with a Smile"                | 레이디 가가 및 브루노 마스                     | 201      | 2024년 8월 16일  | 2025년 5월 10일  | [ 160 ] |
| 2    | "Dance Monkey"                    | 톤스 앤 아이                                   | 120      | 2019년 5월 10일  | 2020년 2월 23일  | [ 161 ] |
| 3    | "Rockstar"                        | 포스트 말론 featuring 21 새비지                | 114      | 2017년 9월 15일  | 2018년 1월 11일  | [ 162 ] |
| 4    | "Señorita"                        | 숀 멘데스 및 카밀라 카베요                     | 102      | 2019년 6월 21일  | 2019년 10월 3일  | [ 163 ] |
| 5    | "Despacito (Remix)"               | 루이스 폰시 featuring 대디 양키 및 저스틴 비버 | 101      | 2017년 4월 17일  | 2017년 7월 30일  | [ 164 ] |
| 6    | "Shape of You"                    | 에드 시런                                      | 98       | 2017년 1월 6일   | 2017년 4월 13일  | [ 165 ] |
| 7    | "Stay"                            | 더 키드 라로이 및 저스틴 비버                  | 84       | 2021년 7월 9일   | 2022년 1월 2일   | [ 166 ] |
| 8    | "Blinding Lights"                 | 위켄드                                         | 82       | 2019년 11월 29일 | 2020년 6월 14일  | [ 167 ] |
| 8    | "Flowers"                         | 마일리 사이러스                                | 82       | 2023년 1월 13일  | 2023년 4월 11일  | [ 168 ] |
| 10   | "As It Was"                       | 해리 스타일스                                  | 81       | 2022년 4월 1일   | 2022년 9월 22일  | [ 169 ] |
| 11   | "All I Want for Christmas Is You" | 머라이어 캐리                                  | 79       | 1994년 10월 28일 | 2024년 12월 25일 | [ 170 ] |
| 12   | "God's Plan"                      | 드레이크                                       | 74       | 2018년 1월 19일  | 2018년 4월 8일   | [ 171 ] |
| 13   | "Seven"                           | 정국 featuring 라토                            | 71       | 2023년 7월 14일  | 2023년 11월 5일  | [ 172 ] |
| 14   | "7 Rings"                         | 아리아나 그란데                                | 68       | 2019년 1월 18일  | 2019년 3월 28일  | [ 173 ] |
| 15   | "Drivers License"                 | 올리비아 로드리고                              | 67       | 2021년 1월 8일   | 2021년 3월 18일  | [ 174 ] |
| 16   | "Heat Waves"                      | 글래스 애니멀스                                | 65       | 2020년 6월 29일  | 2022년 3월 31일  | [ 175 ] |

### 가장 오래 1위를 지킨 비시즌 노래 기록 진행 상황 (일수 기준)
다음 표는 글로벌 스포티파이 차트에서 비시즌 노래 중 1위 자리를 가장 오랫동안 지킨 곡의 기록 진행 상황을 날짜별로 나열하며, 기록 달성일과 기록이 유지된 기간("Die with a Smile"과 같은 현재 기록 보유 곡의 경우 현재까지 유지된 기간)을 보여준다.
| # | 최다 일수 기록 |

| 노래                | 아티스트                                       | 1위 일수 | 발매일          | 달성일           | 일수 보유 | Ref.    |
| ------------------- | ---------------------------------------------- | -------- | --------------- | ---------------- | --------- | ------- |
| "Die with a Smile"  | 레이디 가가 및 브루노 마스                     | 201      | 2024년 8월 16일 | 2025년 2월 8일   | 171       | [ 176 ] |
| "Dance Monkey"      | 톤스 앤 아이                                   | 120      | 2019년 5월 10일 | 2020년 2월 4일   | 1832 #    | [ 161 ] |
| "Rockstar"          | 포스트 말론 featuring 21 새비지                | 114      | 2017년 9월 15일 | 2017년 12월 29일 | 768       | [ 177 ] |
| "Despacito (Remix)" | 루이스 폰시 featuring 대디 양키 및 저스틴 비버 | 101      | 2017년 4월 17일 | 2017년 7월 27일  | 156       | [ 178 ] |
| "Shape of You"      | 에드 시런                                      | 98       | 2017년 1월 6일  | 2017년 4월 13일  | 108       | [ 179 ] |

### 120일 미만으로 10억 스트리밍에 도달한 노래
다음 표는 120일 미만으로 10억 스트리밍에 도달한 노래의 역사를 보여준다.
| 순위 | 노래                 | 아티스트                       | 10억 도달까지 일수 | 발매일           | 달성일           | Ref.    |
| ---- | -------------------- | ------------------------------ | ------------------ | ---------------- | ---------------- | ------- |
| 1    | "Die with a Smile"   | 레이디 가가 및 브루노 마스     | 96                 | 2024년 8월 16일  | 2024년 11월 20일 | [ 180 ] |
| 2    | "APT."               | 로제 및 브루노 마스            | 100                | 2024년 10월 18일 | 2025년 1월 25일  | [ 181 ] |
| 3    | "Seven"              | 정국 featuring 라토            | 108                | 2023년 7월 14일  | 2023년 10월 30일 | [ 182 ] |
| 4    | "Flowers"            | 마일리 사이러스                | 112                | 2023년 1월 12일  | 2023년 5월 4일   | [ 183 ] |
| 5    | "Espresso"           | 사브리나 카펜터                | 117                | 2024년 4월 11일  | 2024년 8월 6일   | [ 184 ] |
| 6    | "Stay"               | 더 키드 라로이 and 저스틴 비버 | 118                | 2021년 7월 9일   | 2021년 11월 4일  | [ 185 ] |
| 6    | "As It Was"          | 해리 스타일스                  | 118                | 2022년 4월 1일   | 2022년 7월 28일  | [ 186 ] |
| 8    | "Birds of a Feather" | 빌리 아일리시                  | 119                | 2024년 7월 2일   | 2024년 9월 13일  | [ 187 ] |

## 최다 스트리밍 음반
7월 2025 기준으로 푸에르토리코 래퍼 배드 바니의 Un Verano Sin Ti (2022)는 스포티파이에서 역대 가장 많이 스트리밍된 음반이며, 미국 가수 올리비아 로드리고의 Sour (2021)는 여성 아티스트의 음반 중 가장 많이 스트리밍된 음반이다. 캐나다 가수 위켄드는 상위 10위 안에 여러 음반을 올린 유일한 남성 아티스트이며, 알바니아-영국 가수 두아 리파는 상위 10위 안에 여러 음반을 올린 유일한 여성 아티스트이다. 현재 상위 10위 안에 있는 가장 새로운 음반은 미국 가수 SZA의 SOS (2022)이며, 가장 오래된 음반은 위켄드의 Starboy (2016)이다.

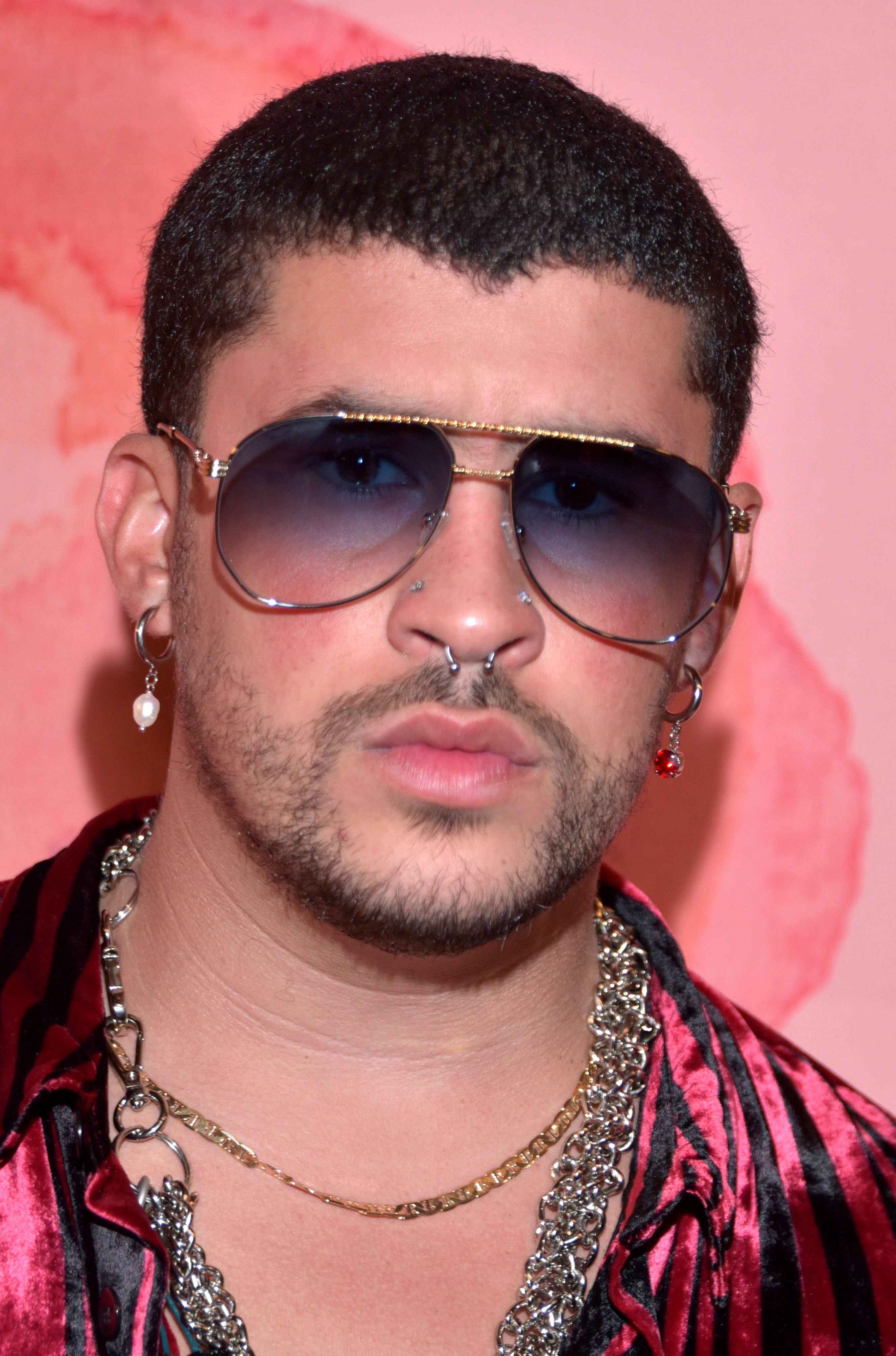
Un Verano Sin Ti (2022)는 배드 바니(사진)의 음반으로, 기준으로 스포티파이에서 190억 회 이상 스트리밍되어 역대 가장 많이 스트리밍된 음반이다. 이 음반에는 10억 회 이상의 스트리밍을 기록한 6곡이 포함되어 있다:
"Me Porto Bonito", "Callaita", "Tití Me Preguntó", "Ojitos Lindos", "Moscow Mule" 및 "Efecto".

다음 표는 스포티파이에서 가장 많이 스트리밍된 음반 상위 10개를 백만 단위로 반올림한 스트리밍 횟수, 트랙 수, 아티스트, 발매일을 나열한다.
| 순위                | 음반                 | 스트리밍 (10억) | 트랙 수 | 아티스트          | 발매일           | 출처    |
| ------------------- | -------------------- | --------------- | ------- | ----------------- | ---------------- | ------- |
| 1                   | Un Verano Sin Ti     | 19.865          | 23      | 배드 바니         | 2022년 5월 6일   | [ 188 ] |
| 2                   | Starboy              | 17.076          | 21      | 위켄드            | 2016년 11월 25일 | [ 189 ] |
| 3                   | ÷                    | 16.61           | 16      | 에드 시런         | 2017년 3월 3일   | [ 190 ] |
| 4                   | Sour                 | 15.123          | 11      | 올리비아 로드리고 | 2021년 5월 21일  | [ 191 ] |
| 5                   | Avicii Forever       | 14.772          | 20      | 아비치            | 2025년 5월 16일  | [ 192 ] |
| 6                   | After Hours          | 14.505          | 17      | 위켄드            | 2020년 3월 20일  | [ 193 ] |
| 7                   | Hollywood's Bleeding | 14.273          | 17      | 포스트 말론       | 2019년 9월 6일   | [ 194 ] |
| 8                   | Future Nostalgia     | 13.919          | 19      | 두아 리파         | 2020년 3월 27일  | [ 195 ] |
| 9                   | Dua Lipa             | 13.893          | 25      | 두아 리파         | 2017년 6월 2일   | [ 196 ] |
| 10                  | SOS                  | 13.766          | 42      | SZA               | 2022년 12월 9일  | [ 197 ] |
| 2025년 7월 2일 기준 |                      |                 |         |                   |                  |         |

## 음반의 기록 및 성과

### 연간 최다 스트리밍 음반 상위 5개
다음 표는 매년 스포티파이에서 가장 많이 재생된 음반 5개를 나열한다.
| 연도 | 음반                                                   | 음반                                          | 음반                               | 음반                                  | 음반                             |
| 연도 | 1                                                      | 2                                             | 3                                  | 4                                     | 5                                |
| ---- | ------------------------------------------------------ | --------------------------------------------- | ---------------------------------- | ------------------------------------- | -------------------------------- |
| 2024 | 테일러 스위프트 The Tortured Poets Department          | 빌리 아일리시 Hit Me Hard and Soft            | 사브리나 카펜터 Short n' Sweet     | 카롤 G Mañana Será Bonito             | 아리아나 그란데 Eternal Sunshine |
| 2023 | 배드 바니 Un Verano Sin Ti                             | 테일러 스위프트 Midnights                     | SZA SOS                            | 위켄드 Starboy                        | 카롤 G Mañana Será Bonito        |
| 2022 | 배드 바니 Un Verano Sin Ti                             | 해리 스타일스 Harry's House                   | 올리비아 로드리고 Sour             | 에드 시런 =                           | 도자 캣 Planet Her               |
| 2021 | 올리비아 로드리고 Sour                                 | 두아 리파 Future Nostalgia                    | 저스틴 비버 Justice                | 에드 시런 =                           | 도자 캣 Planet Her               |
| 2020 | 배드 바니 YHLQMDLG                                     | 위켄드 After Hours                            | 포스트 말론 Hollywood's Bleeding   | 해리 스타일스 Fine Line               | 두아 리파 Future Nostalgia       |
| 2019 | 빌리 아일리시 When We All Fall Asleep, Where Do We Go? | 포스트 말론 Hollywood's Bleeding              | 아리아나 그란데 Thank U, Next      | 에드 시런 No.6 Collaborations Project | 숀 멘데스 Shawn Mendes           |
| 2018 | 드레이크 Scorpion                                      | 포스트 말론 Beerbongs & Bentleys              | XXX텐타시온 ?                      | 두아 리파 Dua Lipa                    | 에드 시런 ÷                      |
| 2017 | 에드 시런 ÷                                            | 드레이크 More Life                            | 켄드릭 라마 Damn                   | 위켄드 Starboy                        | 포스트 말론 Stoney               |
| 2016 | 드레이크 Views                                         | 저스틴 비버 Purpose                           | 리한나 Anti                        | 트웬티 원 파일럿츠 Blurryface         | 위켄드 Beauty Behind The Madness |
| 2015 | 위켄드 Beauty Behind the Madness                       | 드레이크 If You're Reading This It's Too Late | 메이저 레이저 Peace Is the Mission | 아비치 Stories                        | 메간 트레이너 Title              |
| 2014 | 에드 시런 ×                                            | 샘 스미스 In The Lonely Hour                  | 이기 아젤리아 The New Classic      | 퍼렐 윌리엄스 Girl                    | 아리아나 그란데 My Everything    |
| 2013 | 매클모어 & 라이언 루이스 The Heist                     | 캘빈 해리스 18 Months                         | 이매진 드래곤스 Night Visions      | 핑크 The Truth About Love             | 브루노 마스 Unorthodox Jukebox   |
| 2012 | 다비드 게타 Nothing But The Beat                       | 고티에 Making Mirrors                         | 드레이크 Take Care                 | 라나 델 레이 Born To Die              | 원 디렉션 Up All Night           |

### 단일 일 최다 스트리밍 음반
다음 표는 단일 일 동안 가장 많이 스트리밍된 음반들을 나열하며, 획득된 총 스트리밍 수, 아티스트, 음반 발매일, 그리고 이 스트리밍이 달성된 날짜를 기록한다.
| 순위                | 음반                                | 아티스트               | 스트리밍    | 트랙 수 | 평균       | 발매일           | 달성일           | Ref.    |
| ------------------- | ----------------------------------- | ---------------------- | ----------- | ------- | ---------- | ---------------- | ---------------- | ------- |
| 1                   | The Tortured Poets Department       | 테일러 스위프트        | 313,747,178 | 31      | 10,120,877 | 2024년 4월 19일  | 2024년 4월 19일  | [ 209 ] |
| 2                   | Midnights                           | 테일러 스위프트        | 184,695,609 | 20      | 9,234,781  | 2022년 10월 21일 | 2022년 10월 21일 | [ 210 ] |
| 3                   | 1989 (Taylor's Version)             | 테일러 스위프트        | 176,170,759 | 22      | 8,007,754  | 2023년 10월 27일 | 2023년 10월 27일 | [ 211 ] |
| 4                   | Certified Lover Boy                 | 드레이크               | 153,400,000 | 21      | 7,306,741  | 2021년 9월 3일   | 2021년 9월 3일   | [ 212 ] |
| 5                   | Nadie Sabe Lo Que Va a Pasar Mañana | 배드 바니              | 145,925,845 | 21      | 6,948,849  | 2023년 10월 14일 | 2023년 10월 14일 | [ 213 ] |
| 6                   | Un Verano Sin Ti                    | 배드 바니              | 145,811,373 | 23      | 6,339,624  | 2022년 5월 6일   | 2022년 5월 6일   | [ 214 ] |
| 7                   | Music                               | 플레이보이 카티        | 134,584,864 | 30      | 4,486,162  | 2025년 3월 14일  | 2025년 3월 14일  | [ 215 ] |
| 8                   | Scorpion                            | 드레이크               | 132,384,203 | 25      | 2,533,898  | 2018년 6월 29일  | 2018년 6월 29일  | [ 216 ] |
| 9                   | Utopia                              | 트래비스 스콧          | 128,501,459 | 19      | 6,763,235  | 2023년 7월 28일  | 2023년 7월 28일  | [ 217 ] |
| 10                  | Speak Now (Taylor's Version)        | 테일러 스위프트        | 126,378,176 | 22      | 5,744,463  | 2023년 7월 7일   | 2023년 7월 7일   | [ 218 ] |
| 11                  | For All the Dogs                    | 드레이크               | 108,677,977 | 23      | 4,725,129  | 2023년 10월 6일  | 2023년 10월 6일  | [ 219 ] |
| 12                  | Mr. Morale & the Big Steppers       | 켄드릭 라마            | 99,582,729  | 18      | 5,532,373  | 2022년 5월 13일  | 2022년 5월 13일  | [ 220 ] |
| 13                  | Harry's House                       | 해리 스타일스          | 97,621,794  | 13      | 7,509,368  | 2022년 5월 20일  | 2022년 5월 20일  | [ 221 ] |
| 14                  | Her Loss                            | 드레이크 and 21 새비지 | 97,390,844  | 16      | 6,086,927  | 2022년 11월 4일  | 2022년 11월 4일  | [ 222 ] |
| 15                  | Donda                               | 칸예 웨스트            | 94,455,883  | 25      | 3,778,235  | 2021년 8월 29일  | 2021년 8월 29일  | [ 223 ] |
| 16                  | Red (Taylor's Version)              | 테일러 스위프트        | 90,556,180  | 30      | 3,018,539  | 2021년 11월 12일 | 2021년 11월 12일 | [ 224 ] |
| 17                  | Debí Tirar Más Fotos                | 배드 바니              | 87,639,602  | 17      | 5,115,271  | 2025년 1월 5일   | 2025년 1월 14일  | [ 225 ] |
| 18                  | Chromakopia                         | 타일러 더 크리에이터   | 85,665,784  | 14      | 6,118,985  | 2024년 10월 28일 | 2024년 10월 28일 | [ 226 ] |
| 19                  | Folklore                            | 테일러 스위프트        | 79,443,136  | 16      | 4,965,196  | 2020년 7월 24일  | 2020년 7월 24일  | [ 227 ] |
| 20                  | Beerbongs & Bentleys                | 포스트 말론            | 77,452,211  | 18      | 4,302,900  | 2018년 4월 27일  | 2018년 4월 27일  | [ 228 ] |
| 2025년 5월 2일 기준 |                                     |                        |             |         |            |                  |                  |         |

### 단일 일 최다 스트리밍 음반의 역사적 1위
다음 표는 스포티파이 글로벌 주간 차트에 등록된 단일 주 최다 스트리밍 음반 1위의 날짜별 진행 상황을 나열한다.
| # | 최다 1위 유지 일수 |

| The Tortured Poets Department               | 테일러 스위프트 | 313,747,178 | 2024년 4월 19일  | 2024년 4월 19일  | 466    | [ 209 ] |
| Midnights                                   | 테일러 스위프트 | 184,695,609 | 2022년 10월 21일 | 2022년 10월 21일 | 547    | [ 210 ] |
| Certified Lover Boy                         | 드레이크        | 153,441,565 | 2021년 9월 3일   | 2021년 9월 3일   | 414    | [ 212 ] |
| Scorpion                                    | 드레이크        | 132,384,203 | 2018년 6월 29일  | 2018년 6월 29일  | 1163 # | [ 229 ] |
| Beerbongs & Bentleys                        | 포스트 말론     | 77,452,211  | 2018년 4월 27일  | 2018년 4월 27일  | 64     | [ 228 ] |
| 날짜 틀 오류: 날짜 값이 입력되지 않음. 기준 |                 |             |                  |                  |        |         |

### 단일 주 최다 스트리밍 음반
다음 표는 단일 주 동안 가장 많이 스트리밍된 음반들을 나열하며, 획득된 총 스트리밍 수, 아티스트, 음반 발매일, 그리고 이 스트리밍이 달성된 날짜를 기록한다.
| 순위 | 음반                          | 아티스트               | 스트리밍      | 트랙 수 | 평균       | 발매일           | 달성일           | Ref.    |
| ---- | ----------------------------- | ---------------------- | ------------- | ------- | ---------- | ---------------- | ---------------- | ------- |
| 1    | The Tortured Poets Department | 테일러 스위프트        | 1,173,127,225 | 31      | 37,842,814 | 2024년 4월 19일  | 2024년 4월 25일  | [ 230 ] |
| 2    | Midnights                     | 테일러 스위프트        | 776,481,256   | 20      | 38,824,063 | 2022년 10월 21일 | 2022년 10월 27일 | [ 231 ] |
| 3    | Un Verano Sin Ti              | 배드 바니              | 618,159,971   | 23      | 26,876,520 | 2022년 5월 6일   | 2022년 5월 12일  | [ 232 ] |
| 4    | Debí Tirar Más Fotos          | 배드 바니              | 579,245,938   | 17      | 34,073,290 | 2025년 1월 5일   | 2025년 1월 16일  | [ 233 ] |
| 5    | 1989 (Taylor's Version)       | 테일러 스위프트        | 572,430,422   | 22      | 26,019,565 | 2023년 10월 27일 | 2023년 11월 2일  | [ 234 ] |
| 6    | Scorpion                      | 드레이크               | 559,021,928   | 25      | 22,360,877 | 2018년 6월 29일  | 2018년 7월 5일   | [ 235 ] |
| 7    | Certified Lover Boy           | 드레이크               | 497,083,050   | 21      | 23,670,621 | 2021년 9월 3일   | 2021년 9월 9일   | [ 236 ] |
| 8    | Music                         | 플레이보이 카티        | 490,000,000   | 30      | 22,424,719 | 2025년 3월 14일  | 2025년 3월 21일  | [ 237 ] |
| 9    | Utopia                        | 트래비스 스콧          | 456,734,411   | 19      | 24,038,653 | 2023년 7월 28일  | 2023년 8월 3일   | [ 238 ] |
| 10   | Harry's House                 | 해리 스타일스          | 434,429,007   | 13      | 33,417,616 | 2022년 5월 20일  | 2022년 5월 26일  | [ 239 ] |
| 11   | Beerbongs & Bentleys          | 포스트 말론            | 409,107,439   | 18      | 24,065,143 | 2018년 4월 27일  | 2018년 5월 3일   | [ 240 ] |
| 12   | For All the Dogs              | 드레이크               | 405,443,786   | 23      | 17,627,990 | 2023년 10월 6일  | 2023년 10월 12일 | [ 241 ] |
| 13   | Speak Now (Taylor's Version)  | 테일러 스위프트        | 392,280,215   | 22      | 17,830,919 | 2023년 7월 7일   | 2023년 7월 13일  | [ 242 ] |
| 14   | Her Loss                      | 드레이크 and 21 새비지 | 381,665,545   | 16      | 23,854,097 | 2022년 11월 4일  | 2022년 11월 10일 | [ 243 ] |
| 15   | Hit Me Hard And Soft          | 빌리 아일리시          | 379,489,612   | 10      | 37,948,961 | 2024년 5월 17일  | 2024년 5월 23일  | [ 244 ] |
| 16   | Hollywood's Bleeding          | 포스트 말론            | 379,067,856   | 17      | 22,298,109 | 2019년 9월 6일   | 2019년 9월 12일  | [ 245 ] |
| 17   | Red (Taylor's Version)        | 테일러 스위프트        | 377,701,119   | 30      | 12,590,037 | 2021년 11월 12일 | 2021년 11월 18일 | [ 246 ] |
| 18   | Sour                          | 올리비아 로드리고      | 374,074,137   | 11      | 34,006,740 | 2021년 5월 21일  | 2021년 5월 27일  | [ 247 ] |
| 19   | ÷                             | 에드 시런              | 372,008,974   | 16      | 23,250,561 | 2017년 3월 3일   | 2017년 3월 9일   | [ 248 ] |
| 20   | Thank U, Next                 | 아리아나 그란데        | 370,544,675   | 12      | 30,878,723 | 2019년 2월 8일   | 2019년 2월 14일  | [ 249 ] |

### 단일 주 최다 스트리밍 음반의 역사적 1위
다음 표는 스포티파이 글로벌 주간 차트에 등록된 단일 주 최다 스트리밍 음반 1위의 날짜별 진행 상황을 나열한다.
| # | 최다 1위 유지 일수 |

| The Tortured Poets Department               | 테일러 스위프트 | 1,173,127,225 | 2024년 4월 19일  | 2024년 4월 25일  | 460    | [ 209 ] |
| Midnights                                   | 테일러 스위프트 | 776,481,256   | 2022년 10월 21일 | 2022년 10월 27일 | 547    | [ 210 ] |
| Un Verano Sin Ti                            | 배드 바니       | 618,159,971   | 2022년 5월 6일   | 2022년 5월 12일  | 169    | [ 212 ] |
| Scorpion                                    | 드레이크        | 559,021,928   | 2018년 6월 29일  | 2018년 7월 5일   | 1408 # | [ 229 ] |
| Beerbongs & Bentleys                        | 포스트 말론     | 409,107,439   | 2018년 4월 27일  | 2018년 5월 3일   | 64     | [ 228 ] |
| ÷                                           | 에드 시런       | 372,008,974   | 2017년 3월 3일   | 2017년 3월 9일   | 421    | [ 248 ] |
| 날짜 틀 오류: 날짜 값이 입력되지 않음. 기준 |                 |               |                  |                  |        |         |

## 같이 보기
- 스포티파이 최다 스트리밍 아티스트 목록
- 유튜브 최다 조회수 영상 목록
- 가장 좋아요를 많이 받은 유튜브 영상 목록
- 가장 싫어요를 많이 받은 유튜브 영상 목록
- 구독자가 가장 많은 유튜브 채널 목록
- 팔로워가 가장 많은 페이스북 페이지 목록
- 가장 좋아요를 많이 받은 인스타그램 게시물 목록
- 팔로워가 가장 많은 인스타그램 계정 목록
- 팔로워가 가장 많은 틱톡 계정 목록
- 팔로워가 가장 많은 트위치 채널 목록
- 팔로워가 가장 많은 트위터 계정 목록

## 내용주
1. ↑  "Wake Me Up"이 "Radioactive"를 넘어섰을 때의 정확한 날짜와 스트리밍 수는 알 수 없다. 가장 정확한 추정치는 주간 380만 스트리밍과 2억 스트리밍에 도달했을 때 두 노래 간의 1700만 스트리밍 차이를 바탕으로 했다.[106]
2. ↑  "Radioactive"가 스포티파이에서 가장 많이 스트리밍된 노래가 되었을 때의 정확한 날짜와 스트리밍 수는 알 수 없다.
3. ↑  "Human"은 2008년 스포티파이에서 가장 많이 스트리밍된 노래였다. 가장 많이 스트리밍된 노래가 되었을 때의 정확한 날짜와 스트리밍 수는 알 수 없다. "Radioactive" 이전에 다른 노래가 이를 넘어섰는지 여부는 알려지지 않았다.
4. ↑  "Viva la Vida"가 스포티파이에서 가장 많이 스트리밍된 노래가 되었을 때의 정확한 날짜와 스트리밍 수는 알 수 없다.
5. ↑  출처:[109][110][111][112][113][114][115][116]
6. ↑  두 "Old Town Road" 버전의 합산 스트리밍은 5주 연속으로 "Bad Guy"를 능가하기에 충분했지만 (이들은 합산 시 총 10주간 1위를 차지했으며, 주당 평균 5780만 스트리밍을 기록했지만), 개별적으로는 어느 곡도 1위에 오를 만큼 충분한 스트리밍을 기록하지 못했다.
7. ↑  두 "Old Town Road" 버전의 합산 스트리밍은 5주 연속으로 "I Don't Care"를 능가하기에 충분했지만 (이들은 합산 시 총 10주간 1위를 차지했으며, 주당 평균 5780만 스트리밍을 기록했지만), 개별적으로는 어느 곡도 1위에 오를 만큼 충분한 스트리밍을 기록하지 못했다.
8. ↑  데뷔 주 최다 스트리밍 기록 보유
9. ↑  스트리밍에는 "Deluxe" 버전에서 누적된 스트리밍이 포함된다.
10. ↑  스트리밍에는 "Deluxe" 버전에서 누적된 스트리밍이 포함된다.
11. ↑  스트리밍에는 "Deluxe" 버전에서 누적된 스트리밍이 포함된다.
12. ↑  스트리밍에는 "Moonlight Edition" 버전에서 누적된 스트리밍이 포함된다.
13. ↑  스트리밍에는 "Complete Edition" 버전에서 누적된 스트리밍이 포함된다.
14. ↑  스트리밍에는 디럭스 버전 "Lana"에서 누적된 스트리밍이 포함된다.
15. ↑  스트리밍에는 "Anthology" 에디션에서 누적된 스트리밍이 포함된다.
16. ↑  스트리밍에는 "3am Edition" 버전에서 누적된 스트리밍이 포함된다.
17. ↑  스트리밍에는 "Deluxe" 버전에서 누적된 스트리밍이 포함된다.
18. ↑  그날 Nadie Sabe Lo Que Va a Pasar Mañana의 스트리밍은 글로벌 Top 200 차트에 진입한 각 곡의 스트리밍 합계이다. "Europa :(" 트랙은 차트에 나타나지 않아 누락된 정보는 알 수 없다.
19. ↑  그날 Donda의 스트리밍은 글로벌 Top 200 차트에 진입한 각 곡의 스트리밍 합계이다. "Ok Ok"와 "Jail pt 2" 트랙은 차트에 나타나지 않아 누락된 정보는 알 수 없다.
20. ↑  스트리밍에는 "Anthology" 에디션에서 누적된 스트리밍이 포함된다.
21. ↑  스트리밍에는 "3am Edition" 버전에서 누적된 스트리밍이 포함된다.
22. ↑  스트리밍에는 "Anthology" 에디션에서 누적된 스트리밍이 포함된다.
23. ↑  스트리밍에는 "3am Edition" 버전에서 누적된 스트리밍이 포함된다.
24. ↑  스트리밍에는 "Deluxe" 버전에서 누적된 스트리밍이 포함된다.
25. ↑  스트리밍에는 "Deluxe" 버전에서 누적된 스트리밍이 포함된다.
26. ↑  스트리밍에는 "Anthology" 에디션에서 누적된 스트리밍이 포함된다.
27. ↑  스트리밍에는 "3am Edition" 버전에서 누적된 스트리밍이 포함된다.
28. ↑  스트리밍에는 "Deluxe" 버전에서 누적된 스트리밍이 포함된다.